# اسمت‌ویک
اسمت‌ویک (به انگلیسی: Oldbury-Smethwick) شهری در منطقهٔ منچستر-لیورپول کشور انگلستان است که این کشور خود بخشی از بریتانیا محسوب می‌شود. این شهر در سال ۱۹۹۱ میلادی ۱۴۵٫۵۴۲ نفر جمعیت داشته و در سرشماری سال ۲۰۰۱ جمعیت آن به ۱۳۹٫۸۵۵ نفر رسیده‌است. میزان رشد سالانهٔ جمعیت اسمت‌ویک ‎-۱٫۲۵ درصد می‌باشد و جمعیت این شهر در سال ۲۰۱۲ به ۱۲۱٫۷۲۶ نفر تغییر یافت.